# Écuisses
Écuisses – miejscowość i gmina we Francji, w regionie Burgundia-Franche-Comté, w departamencie Saona i Loara.
Według danych na rok 1990 gminę zamieszkiwały 1764 osoby, a gęstość zaludnienia wynosiła 132 osoby/km² (wśród 2044 gmin Burgundii Écuisses plasuje się na 117. miejscu pod względem liczby ludności, natomiast pod względem powierzchni na miejscu 727.).